# Edison Maldonado
Edison Maldonado (Quito, 7 giugno 1972) è un ex calciatore ecuadoriano, di ruolo attaccante.

## Palmarès

### Club

#### Competizioni nazionali
- Campionato ecuadoriano: 1

Barcelona SC: 1995
- Campionato boliviano: 1

Blooming: 1998-1999